# Rupandehi District
Rupandehi District er et af Nepals 75 administrative og politiske regioner, betegnet distrikter (lokalt betegnet district, zilla, jilla el. जिल्ला). Rupandehi er et distrikt i lavlandet Terai, som ligger i Lumbini Zone i Western Development Region.
Rupandehi areal er 1.360 km² og der boede ved folketællingen 2001 i alt 708.419 og i 2007 791.304 i distriktet. Distriktets politiske organ District Development Committee er sammensat gennem indirekte valg, med repræsentation fra hver af de 9-17 administrative enheder ilakaer, hvert distrikt er opdelt i.
Rupandehi District er endvidere opdelt i 71 udviklingskommuner (lokalt navn: Gaun Bikas Samiti (G.B.S.) el. Village Development Committee (VDC)), hvoraf byer med over 10.000 indbyggere kategoriseres som købstæder (municipalities).
Rupandehi District er udviklingsmæssigt – gennem anvendelse af FN og UNDP's Human Development Index – kategoriseret som nr. 5 ud af Nepals 75 distrikter.

## Eksterne links
- Kort over Rupandehi District (engelsk)
- Rupandehi District sundhedsprofil – fra FN-Nepal Arkiveret 30. september 2007 hos  Wayback Machine (engelsk)

27°30′N 83°27′Ø / 27.5°N 83.45°Ø